# Honda CR-V
La Honda CR-V è un'autovettura di tipo crossover SUV compatto di segmento D prodotto dalla casa automobilistica giapponese Honda dal 1995 in serie diverse.

## Prima generazione (1995-2001)
La prima generazione di CR-V è stata il primo SUV progettato interamente da Honda ed è stata disegnata Hiroyuki Kawase. Inizialmente il CR-V è stato introdotto in Giappone il 9 ottobre del 1995 solo presso i concessionari Honda Verno ed era prodotto nello stabilimento di Sayama. Il nome CR-V è acronimo di Comfortable Runabout Vehicle.
Per il mercato nordamericano, è stata presentata al Chicago Auto Show del 1996 ed è stata messa in vendita nel febbraio 1997.
Inizialmente era alimentato dal motore a benzina da 2.0 litri B20B a quattro cilindri in linea che erogava 128 CV (94 kW) a 5400 giri/min e 180 Nm di coppia a 4800 giri/min. 
Il telaio di base era lo stesso della Civic di sesta generazione, una monoscocca in acciaio con sospensioni completamente indipendenti con avantreno a doppio braccio oscillante MacPherson e retrotreno multilink. La trazione era integrale Real Time 4WD e il cambio era manuale a 5 rapporti oppure automatico a 4 rapporti. 
All'interno una caratteristica della vettura erano i sedili posteriori in grado di ripiegarsi in modo da far fuoriuscire un tavolo da picnic, stivato nell'area del pavimento posteriore. Il bagagliaio possiede un volume che varia tra i 374 e i 668 litri con lo schienale posteriore abbassato. Il portellone posteriore possiede la doppia apertura separata col lunotto apribile. Tutti i modelli presentavano paraurti in plastica grezza sia all’anteriore che al posteriore e la ruota di scorta esterna da far sembrare la vettura un fuoristrada (benché non avesse le doti stradali di tale veicolo essendo derivata dalla piattaforma della Civic e avendo trasmissioni da autovettura tradizionale). Nella maggior parte dei paesi, i CR-V avevano la calandra anteriore cromata; tuttavia, negli Stati Uniti, la calandra anteriore era in plastica grezza. 

### Restyling 1999
Il 18 dicembre 1998 viene presentato in Giappone il restyling che porta al debutto leggere modifiche estetiche e un nuovo portellone posteriore sui modelli top di gamma privo della ruota di scorta esterna dal design più automobilistico (stile station wagon); debutta inoltre la versione a trazione anteriore con un prezzo di listino più basso. Nel 1999 viene presentato il restyling per i modelli europei, americani e australiani. Le modifiche esterne includevano nuovi paraurti anteriore e posteriori ora disponibili anche in tinta carrozzeria, nuova calandra con logo Honda di dimensioni maggiori, nuove colorazioni per la carrozzeria e interni realizzati con plastiche di maggiore qualità. 
Il vecchio motore è stato sostituito dal 2.0 litri benzina B20Z, che eroga 150 CV (110 kW) a 6200 giri/min e 180 Nm di coppia a 4500 giri/min.
Nel 2000, in seguito alla forte domanda proveniente a livello globale, la produzione del modello destinata al mercato europeo viene spostata nello stabilimento di Swindon nel Regno Unito dove già veniva prodotta la Civic europea.

## Seconda generazione (2002-2007)

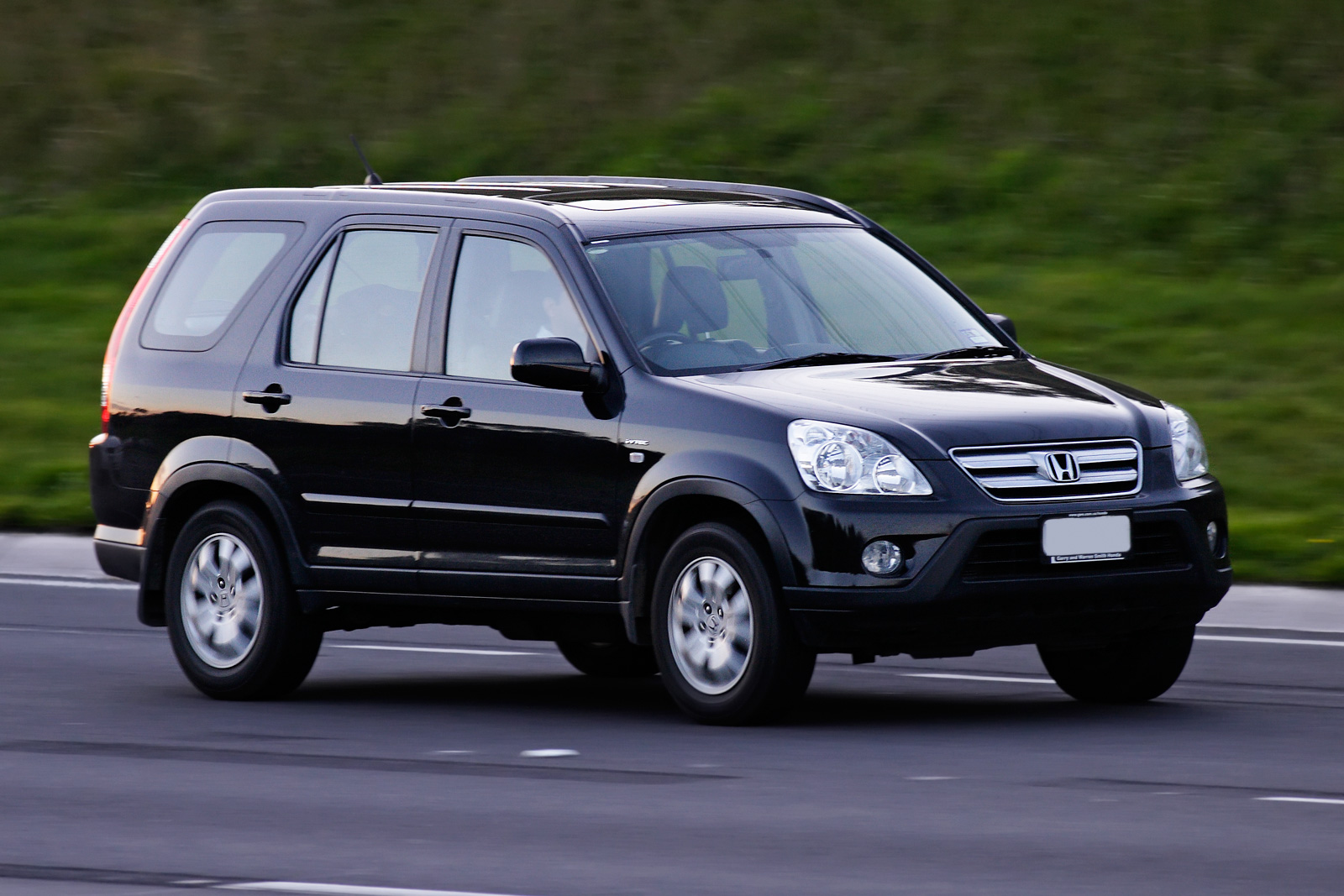
Honda CR-V Seconda Serie

La seconda generazione è stata presentata nel settembre del 2001 in contemporanea sia per il mercato giapponese che per quello nord americano ed è stata completamente progettata utilizzando come telaio di base la piattaforma della settima generazione di Honda Civic. Nei primi anni di produzione ne erano già stati venduti oltre un milione di esemplari..
Il modello europeo sarà venduto a partire dall'estate del 2002. Possiede una linea più squadrata e un bagagliaio ancora più spazioso, ha dimensioni leggermente superiori a quella della prima serie, con una lunghezza di 4535 mm, una larghezza di 1785 mm e un'altezza di 1 680 mm. La massa a vuoto varia da 1538 kg a 1654 kg in dipendenza delle versioni.

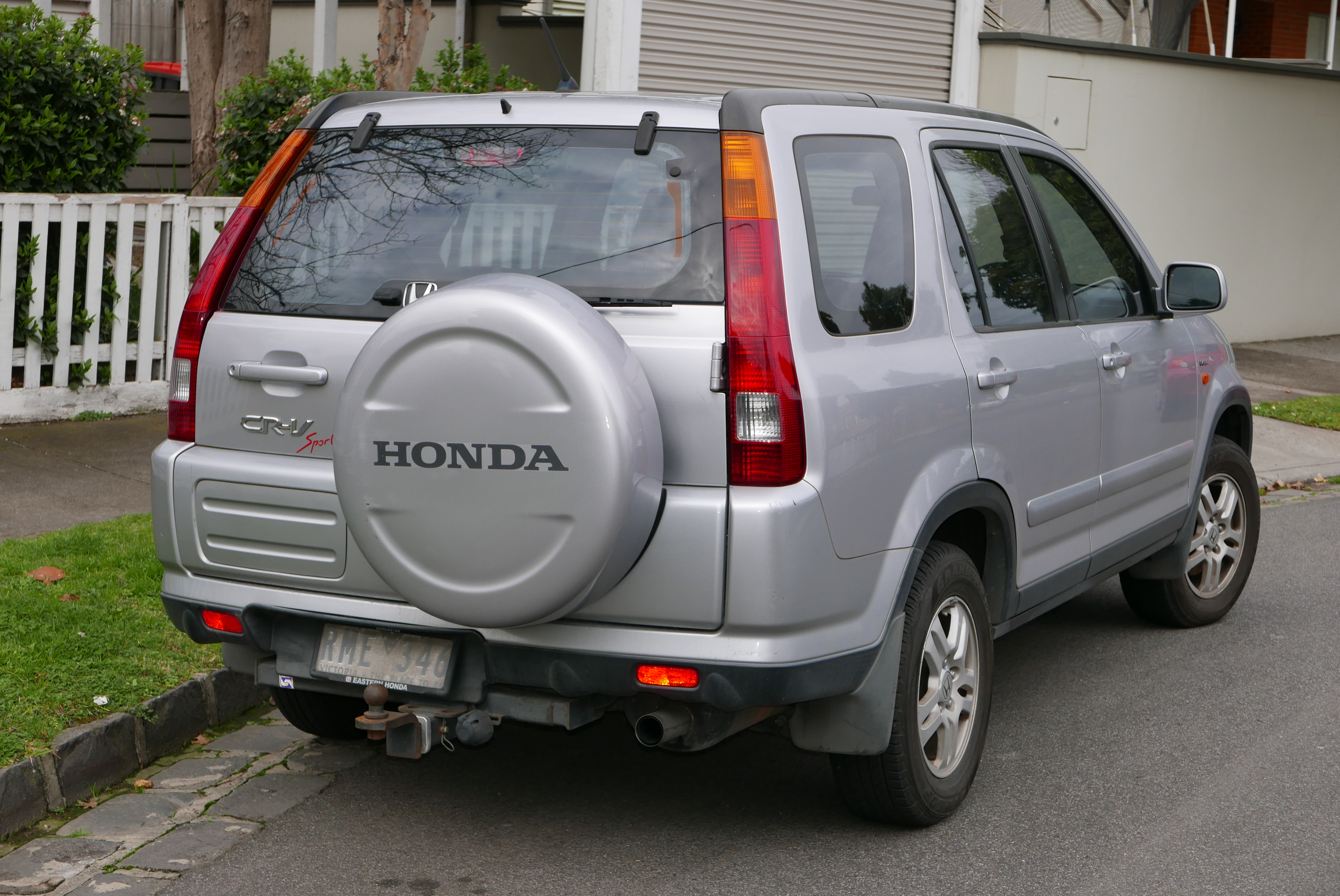

Perde il portellone apribile in due parti, ma mantiene il lunotto apribile separatamente. Netta la differenza a livello di finiture rispetto alla precedente anche se ancora su un livello spartano rispetto alla concorrenza tedesca. All'inizio disponibile solo con il motore i-VTEC di 2 litri, in occasione del restyling di fine 2004 ottiene il 2.2 i-CTDi da 140 CV che aveva esordito in precedenza sulla Accord, insieme con una rivisitazione del sistema 4WD Dual Pump.
Nel 2002 è stata sottoposta ai crash test dell'Euro NCAP, ottenendo il risultato di 4 stelle.
La produzione oltre che nella fabbrica di Sayama in Giappone avviene anche nello stabilimento inglese di Swindon dove, oltre agli esemplari europei, vengono fabbricati anche quelli destinati al mercato nordamericano.
Nell'aprile del 2004 parte la produzione anche in Cina nello stabilimento di Wuhan della joint venture Dongfeng Honda Automobile (Wuhan); i modelli cinesi sono destinati esclusivamente al mercato locale e sono equipaggiati con il motore benzina 2.0 i-VTEC 16 valvole con trazione integrale e cambio automatico a 4 rapporti.

## Terza generazione (2006-2012)

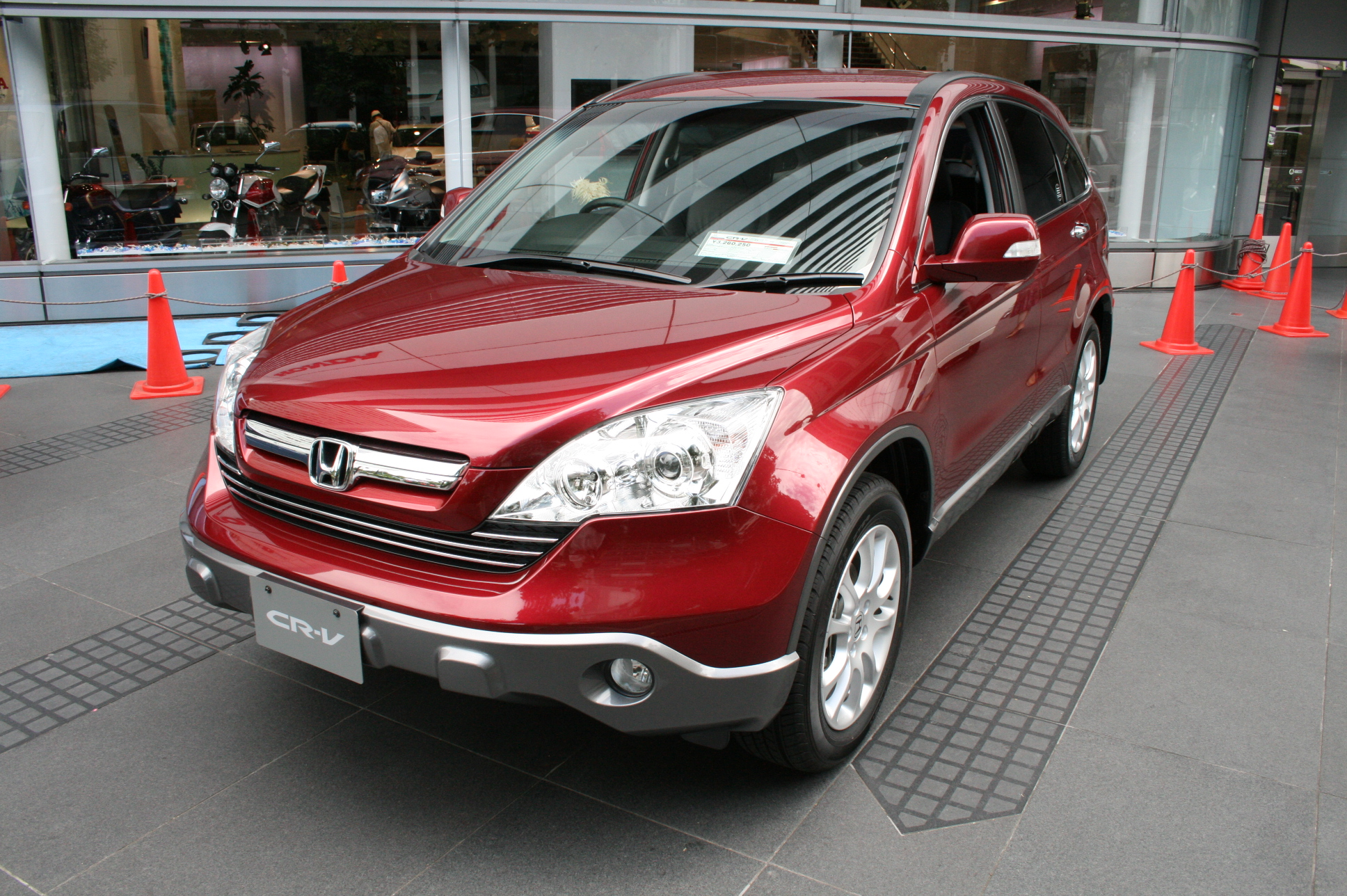
Honda CR-V terza serie

La terza serie della CR-V è stata presentata al salone dell'automobile di Parigi del settembre 2006. È una vettura completamente nuova, dalla linea sportiva, che si avvantaggia anche di sistemi di sicurezza all'avanguardia come il radar che aiuta a evitare le collisioni.
Le motorizzazioni con la quale viene proposta sono due: un 2.0 benzina da 150 CV e un 2.2 Diesel da 140 CV.
Nel 2007 è stata sottoposta ai crash test dell'Euro NCAP, ottenendo il risultato di 4 stelle.

### Motorizzazioni della terza generazione
| Modello        | Disponibilità | Motore  | Cilindrata (cm³) | Potenza max     | Coppia max (Nm) | Emissioni CO2 (g/km) | 0–100 km/h (secondi) | Velocità max (km/h) | Consumo medio (km/L) |
| 2.0 i-VTEC     | dal 2007      | Benzina | 1997             | 110 kW (150 CV) | 192             | 193                  | 10,2                 | 190                 | 12,2                 |
| 2.2 I-CTDI DPF | dal 2007      | Diesel  | 2204             | 110 kW (150 CV) | 350             | 171                  | 9,6                  | 190                 | 15,4                 |

## Quarta generazione (2011-2017)

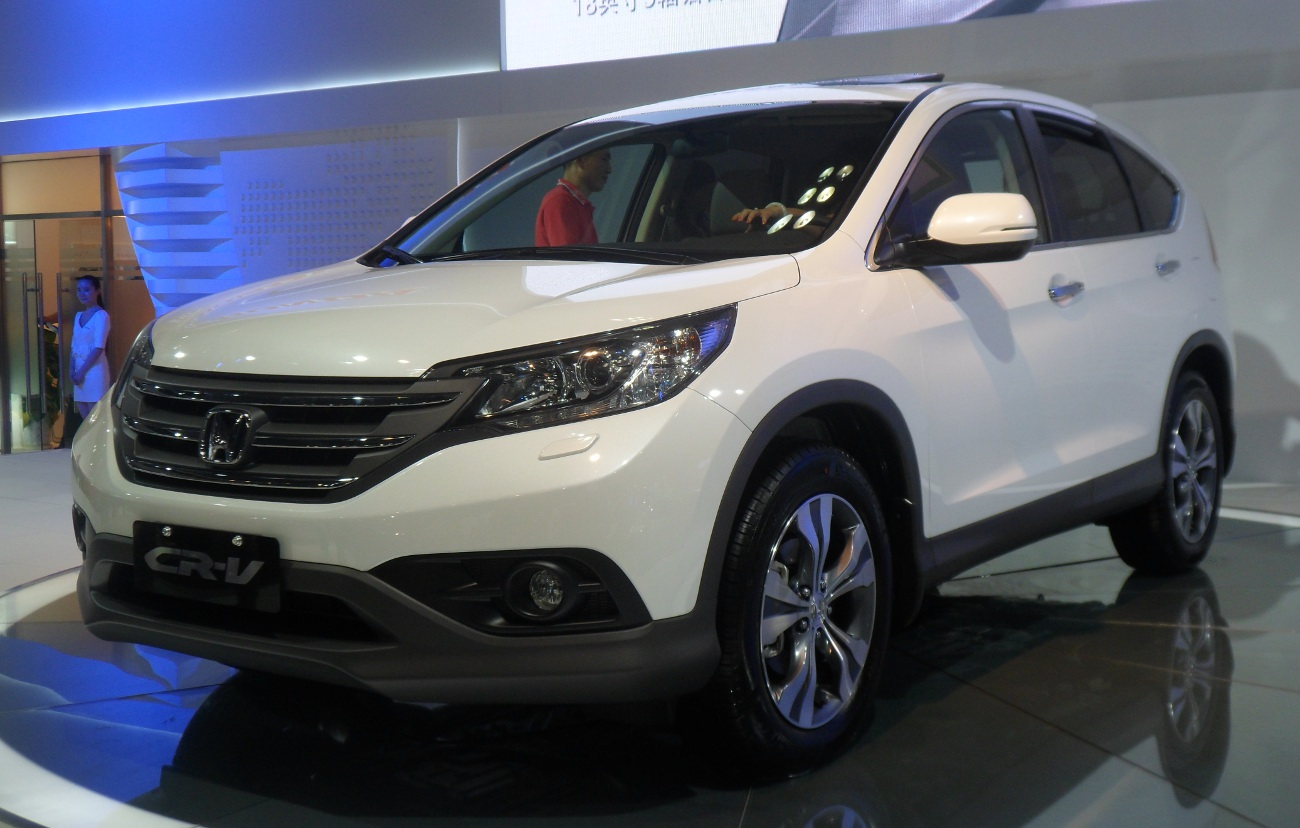
Honda CR-V quarta serie

La quarta serie viene presentata in anteprima al salone di Los Angeles nel novembre del 2011 e viene commercializzata nel Nord America dal dicembre dello stesso anno, mentre il modello europeo è stato presentato al salone di Ginevra nel marzo del 2012 con la produzione partita nell'estate dello stesso anno nello stabilimento inglese di Swindon. 

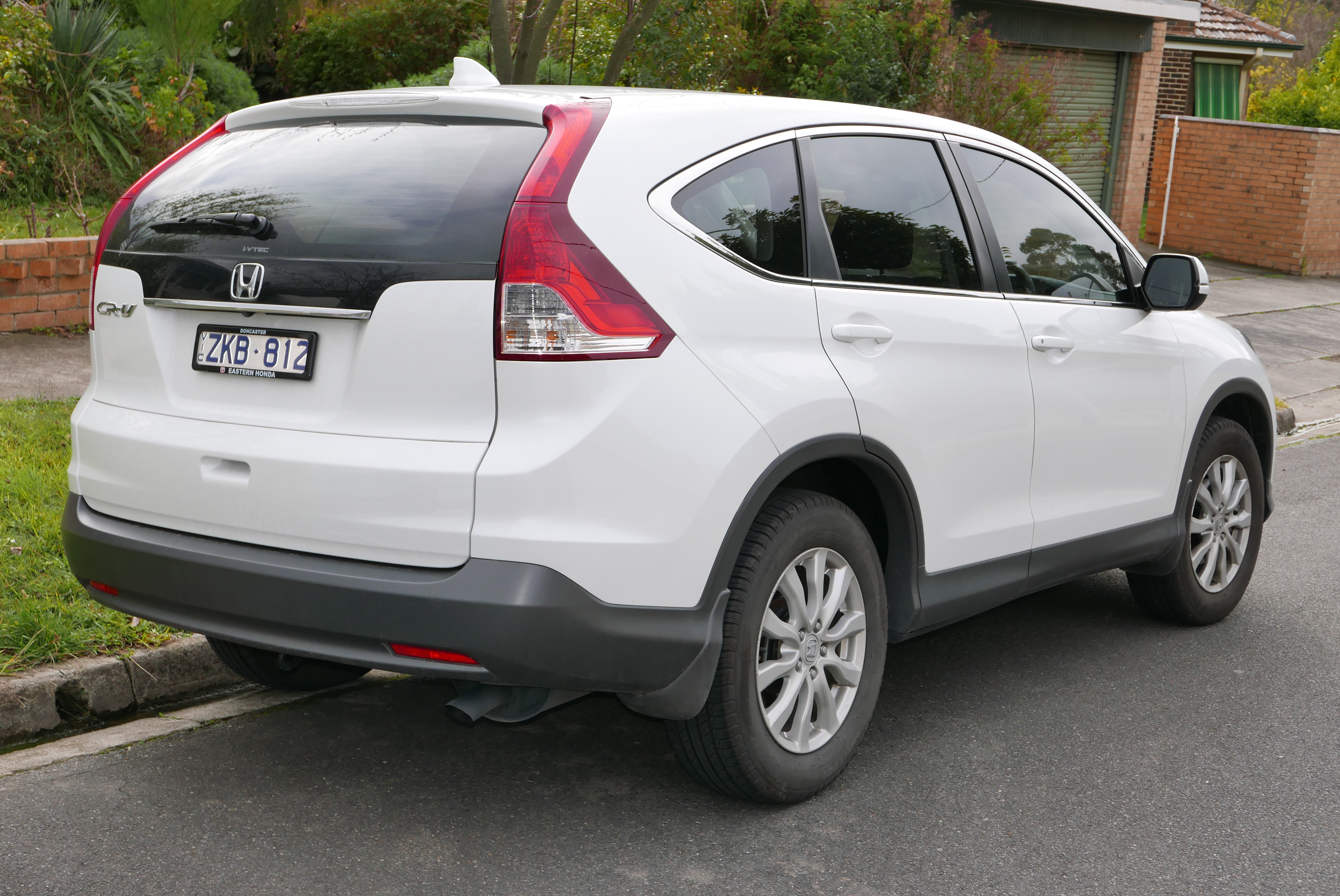

Progettato da Ryouji Nakagawa, è disponibile in versione a due o a quattro ruote motrici. La carrozzeria rispetto al modello precedente possiede dimensioni leggermente minori con una lunghezza complessiva ridotta di 5 cm fino a 4.
570 metri e l'altezza ridotta di 30 millimetri fino a 1630 metri; ciò però ha migliorato l'aerodinamica del veicolo del 6,5% grazie al sottoscocca quasi completamente carenato. Il bagagliaio è stato ingrandito e ora possiede una volumetria che varia da 590 litri con i sedili fissi fino a 1670 litri con lo schienale posteriore reclinato.
Le motorizzazioni con la quale viene proposta sono tre: 2.0 benzina da 155 CV, 2.2 Diesel da 150 CV e da ottobre 2013 il nuovo 1.6 Diesel dal 120 CV, che promette consumi molto bassi. Nel 2015 viene apportato un restyling estetico, che modifica calandra e fari, e viene introdotto il nuovo motore 1.6 Diesel biturbo 160 CV che sostituisce il precedente 2.2 litri. Introdotto anche il nuovo cambio automatico a 9 marce.
Anche questa serie è stata sottoposta ai crash test dell'Euro NCAP, ottenendo il risultato di 5 stelle.
Alla fine del 2016 è stata annunciata la quinta serie del modello.

## Quinta generazione (2016-2022)

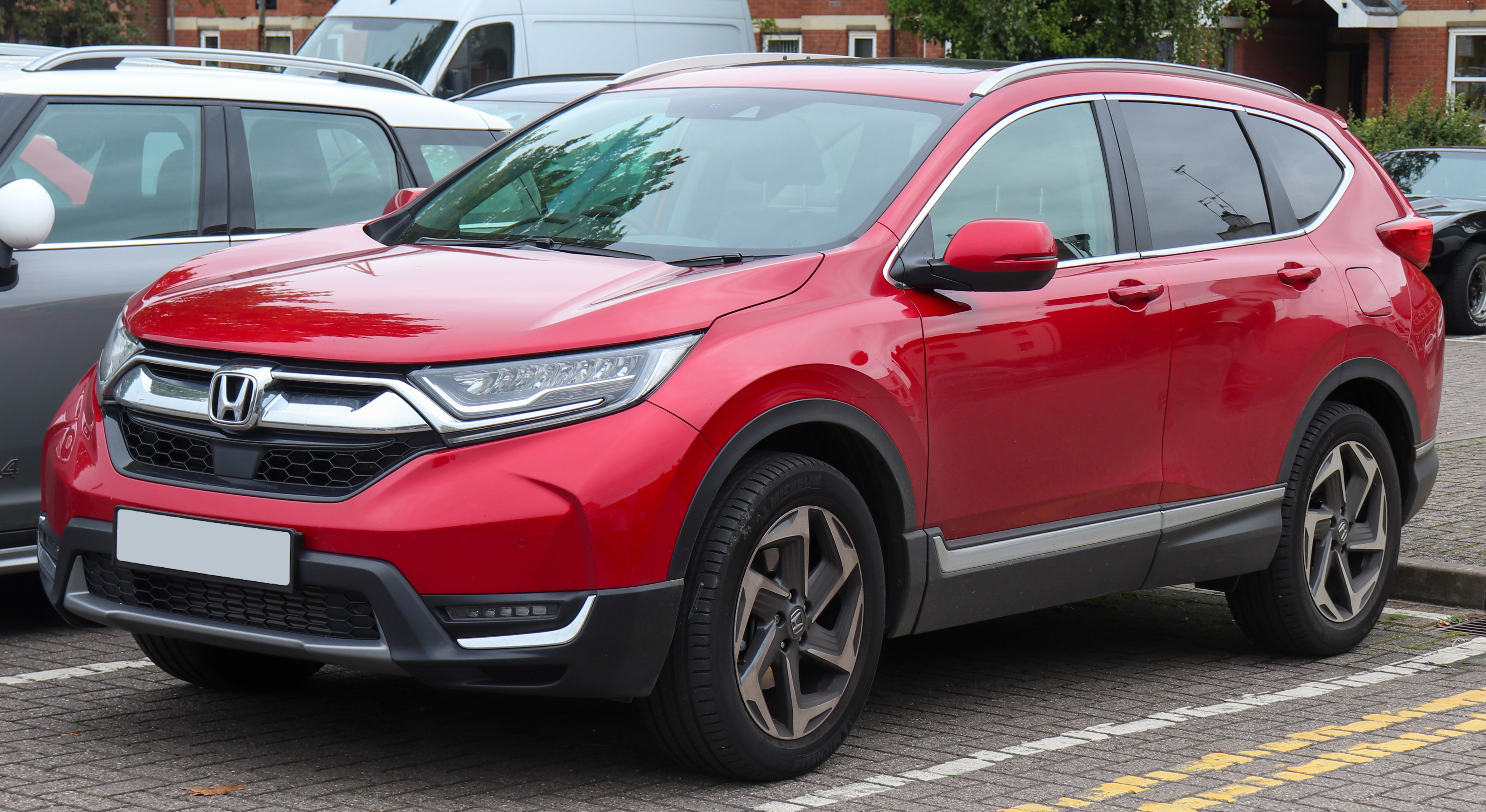
La CR-V di quinta generazione

La quinta generazione di CR-V è stata presentata il 13 ottobre 2016 al salone di Detroit e le vendite sono iniziate negli Stati Uniti il 21 dicembre dello stesso anno. Disegnata da Hiromichi Tsushima, la vettura viene realizzata sulla stessa piattaforma modulare Honda Global Compact introdotta dalla Civic di decima generazione. 
Honda ha iniziato a produrre la CR-V nello stabilimento americano di East Liberty in Ohio nel novembre 2016 e a Greensburg in Indiana (HMIN), nel febbraio 2017. Inoltre porta al debutto una versione inedita con abitacolo a 7 posti con la terza fila nel bagagliaio.

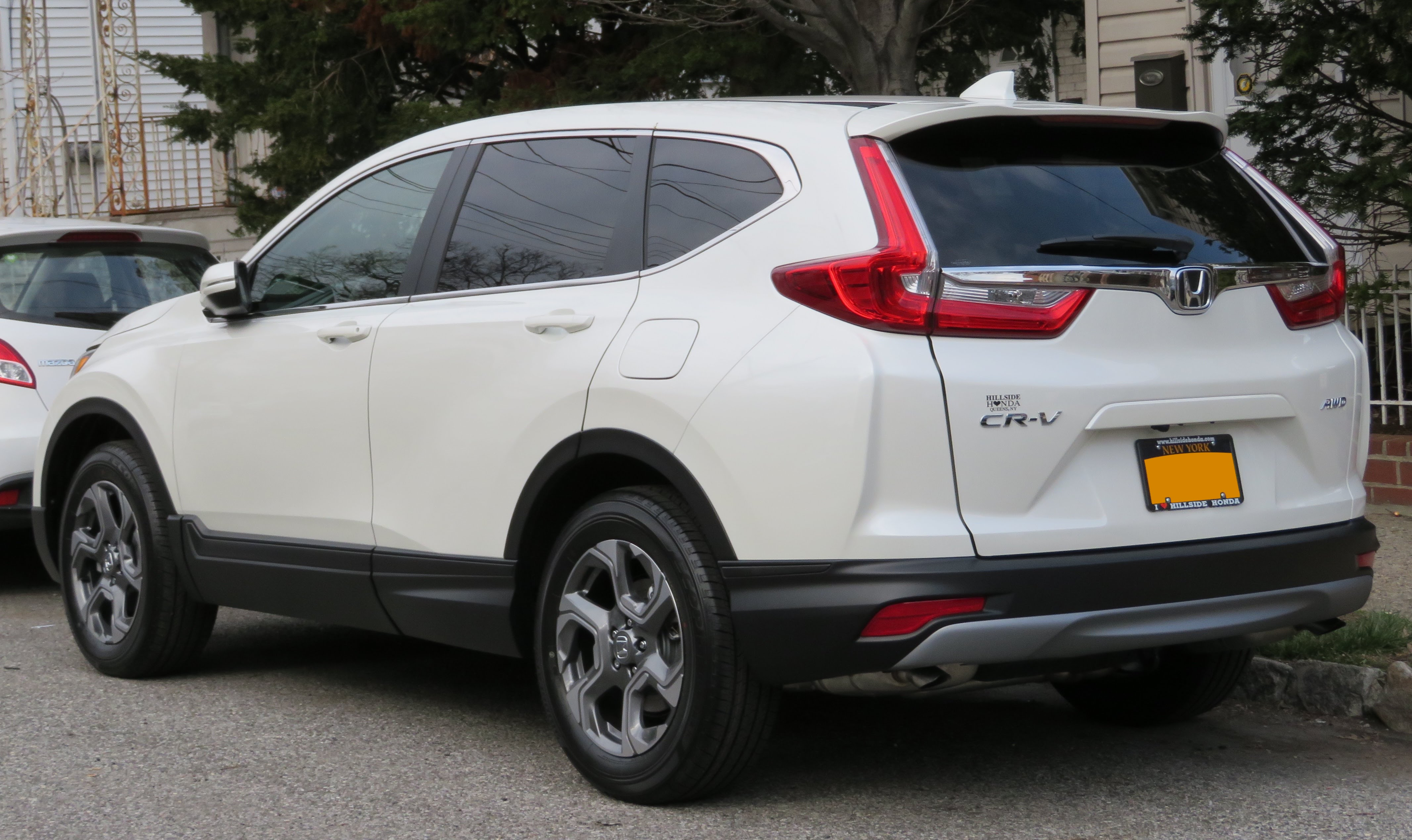

Il motore base disponibile sul mercato nordamericano è il 2.4 litri quattro cilindri della famiglia Earth Dreams erogante 187 CV, affiancato dal più compatto 1,5 litri quattro cilindri turbo da 193 CV, entrambi abbinati a una trasmissione automatica a variazione continua CVT. 
In alcuni mercati, il CR-V è disponibile anche il motore turbodiesel Honda i-DTEC da 1,6 litri, che eroga 162 CV abbinato al cambio automatico a 9 marce ZF 9HP. Il motore turbodiesel i-DTEC è stato riprogettato completamente e possiede ora testata in alluminio e due turbocompressori, uno per bassi regimi e l'altro per alti regimi, per ridurre al minimo il ritardo del turbo.
Debutta anche il pacchetto di sistemi di assistenza alla guida Honda Sensing, che include Adaptive Cruise Control (ACC), Collision Mitigation Braking (CMBS, frenata automatica in caso di ostacolo), mantenimento linee di carreggiata (LKAS), Blind Spot Information (BSI) con Rear Cross Traffic Monitor (CTM monitoraggio angolo cieco e veicoli in fase di sorpasso). Nel 2019 vengono introdotti anche i fari auto-adattivi e il riconoscimento dei segnali stradali. 
Tra la dotazione di serie debuttano il freno a mano elettronico, nuovo infotainment touchscreen con funzioni di navigatore, autoradio e connessione bluetooth e Wi-Fi e possibilità di compatibilità con Android Auto e Apple CarPlay e nuova strumentazione digitale con schermo TFT da 7 pollici.
Il modello europeo è stato presentato al Salone di Ginevra nel marzo 2018 ed è in vendita dal settembre dello stesso anno nelle versioni a 5 e 7 posti e col solo motore 1.5 i-VTEC Turbo erogante 173 cavalli con cambio manuale a 6 rapporti oppure 193 cavalli con la trasmissione automatica CVT entrambi abbinabili alla trazione anteriore oppure integrale. La variante ibrida CR-V Hybrid è stata presentata in anteprima al Salone di Francoforte nel settembre del 2018 e viene posta in vendita all'inizio del 2019. Il modello Hybrid sfrutta la tecnologia Honda i-MMD di tipo full-hybrid (senza prese di ricarica) composta dal motore a combustione interna 2.0 benzina I-VTEC quattro cilindri in grado di funzionare a ciclo Atkinson erogante 145 CV e 175 Nm di coppia massima abbinato a un motore elettrico da 184 CV e 315 Nm di coppia massima e alla trasmissione con marcia singola. La batteria è agli ioni di litio da 1,4 kWh ed è posizionata nella parte inferiore del bagaglio (la cui capacità si riduce a 497 litri). La Hybrid è disponibile sia a trazione anteriore che integrale e può percorrere circa 2 km in modalità totalmente elettrica se le batterie sono sufficientemente cariche.
La versione Hybrid debutta in Nord America nel settembre del 2019 come Model Year 2020 in occasione del restyling di metà carriera. Per l'occasione, vengono introdotti nuovi paraurti anteriori e posteriori con una presa d’aria di dimensioni maggiori.

## Sesta generazione (2022-)

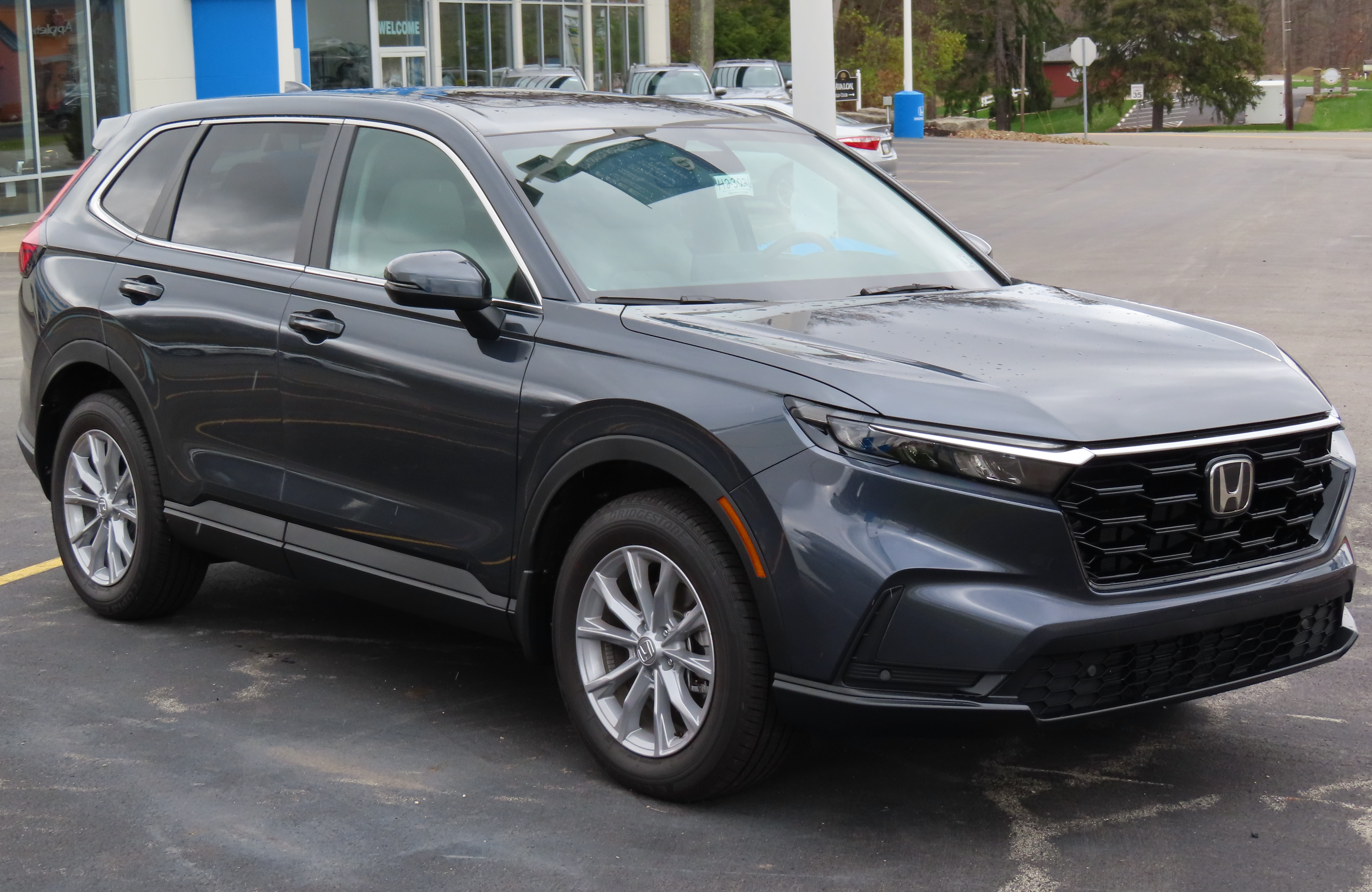
La CR-V di sesta generazione

La sesta generazione è stata presentata il 12 luglio 2022. Il processo di progettazione e produzione è stato svolto nella filiale canadese in Ontario.
Introdotto sul mercato nel settembre 2022, il modello per gli Stati Uniti è offerto nei livelli di allestimento EX, EX-L, Sport e Sport Touring, in cui il propulsore ibrido è di serie sugli ultimi due allestimenti. Il modello il mercato canadese è offerto nelle versioni LX, Sport, EX-L e Touring, mentre la versione Touring ha il propulsore ibrido.